# Província de l'Església Anglicana de Ruanda
La Província de l'Església Anglicana de Ruanda (francès: Province de l'Église anglicane du Rwanda) és una província de la Comunió Anglicana, que abasta 11 diòcesis a Ruanda. El primat de la província és Laurent Mbanda, consagrat el 10 de juny de 2018.

## Noms oficials
La Província de l'Església Anglicana de Rwanda és també coneguda pel seu nom en francès, Province de L'Eglise Anglicane au Rwanda. L'antic nom de la província, Province de L'Eglise Episcopal au Rwanda, fou canviat per l'acció d'una reunió extraordinària del Sínode Provincial a St. Étienne, Biryogo, el 29 de novembre de 2007.

## Història
La Província de l'Església Anglicana de Ruanda traça les seves arrels en dos metges missioners de la Church Missionary Society britànica, Arthur Stanely Smith i Leonard Sharp, procedents de Kabale (Uganda), que va iniciar un moviment de missió en l'àrea oriental de Gisaka (Ruanda), de 1914 a 1916. Arribarien a Rukira el 1922. Geoffrey Holmes, capità de l'exèrcit britànic, iniciaria una missió anglicana a Gahini el 1925. En 1926, Harold Guillebaud va batejar els primers conversos a Gahini. També traduiria llibres cristians al kinyarwanda. En els anys següents, es van crear altres missions anglicanes, com la que va començar Geoffrey Holmes a Kigeme el 1931.
Només després de la independència de Ruanda el 1962 es va crear l'Església Anglicana de Ruanda el 1965, sota la Província de Ruanda, Burundi i Boga Zaire. La primera diòcesi va començar el 1966, amb Adony Sebununguri com a primer bisbe de Ruanda. El 18 d'octubre de 1979 es va adoptar el nom dEsglésia Anglicana de Ruanda (Église Anglicane au Rwanda), encara a la Província de Ruanda, Burundi i Boga Zaire.
El 7 de juny de 1992, es va formar la Província de l'Església Episcopal de Ruanda en la Comunió Anglicana, formada per set diòcesis, Kigali, Butare, Shyira, Byumba, Cyangugu, Kigeme i Shyogwe, amb el primer arquebisbe Augustin Nshamihigo. El 1998, va ser succeït per l'arquebisbe Emmanuel Kolini, que tindrà el càrrec fins al 2011.

## Membres
S'estimava una població d'un milió d'anglicans en una població de 12 milions (2013), fent-la una de les principals confessions cristianes a Ruanda.

## Estructura
La política de la Província de l'Església Anglicana de Ruanda és la governança episcopal de l'església, que és la mateixa que la resta d'esglésies anglicanes. L'església manté un sistema de parròquies geogràfiques organitzades en 11 diòcesis, cadascuna presidida per un bisbe.
Actualment hi ha les diòcesis:
- Butare
- Byumba
- Cyangugu
- Gahini
- Gasabo
- Kibungo
- Kigali
- Kigeme
- Kivu
- Shyira
- Shyogwe

## Arquebisbes de Ruanda
L'arquebisbe de Ruanda és alhora metropolità i primat. Els detenidors del càrrec han estat:
- Augustin Nshamihigo, 1992-1995
- Emmanuel Kolini, 1998–2011
- Onesphore Rwaje, 2011-2018
- Laurent Mbanda, 2018-present

## Realineament anglicà
L'Església Anglicana de Rwanda és membre del Global South (anglicà) i de la Fraternitat d'Anglicans Confessants, i ha estat involucrada en el realineament anglicà. La seva oposició als desplaçaments de la fe anglicana conservadora feta a Amèrica del Nord els va portar a iniciar una organització missionera, la Missió Anglicana a Amèrica, als Estats Units i al Canadà, i per donar suport a la creació de l'Església Anglicana a Amèrica del Nord, de la qual la Missió Anglicana a les Amèriques era membre fundador, al juny de 2009. L'AMiA va canviar la seva condició a soci ministerial el 2010, fins a desembre de 2011, quan es va desafiliar de l'Església Anglicana de Ruanda. Els arquebisbes Onesphore Rwaje i Robert Duncan de l'Església Anglicana d'Amèrica del Nord van emetre un comunicat conjunt el 28 d'abril de 2012 per abordar el futur de l'AMiA. Mentrestant, la Casa dels Bisbes de Ruanda va decidir establir el Districte Missioner a Amèrica del Nord (PEARUSA) per seguir el mateix treball als Estats Units, mentre que els membres de l'AMiA van rebre tres alternatives: unir-se a la PEARUSA, unir-se a una altra jurisdicció anglicana a través de les lletres dimissòries o quedar-se a l'AMiA. Es va establir la data límit del 31 d'agost de 2012, perquè el clergat i les congregacions de l'AMiA decidissin el seu futur. El 29 d'abril de 2012 l'arquebisbe Henri Isingoma va expressar la seva aprovació oficial per l'admissió temporal de l'AMiA a l'Església Anglicana del Congo fins que s'aclarís el seu futur. El 21 de juny de 2016 tres xarxes de PEARUSA foren transferides totalment a l'Església Anglicana a Amèrica del Nord (ACNA), on hi formaren dues noves diòcesis.
L'arquebisbe Onesphore Rwaje participà en GAFCON II, que va tenirlloc a Nairobi, Kenya, del 21 al 26 d'octubre de 2013.